# Lieja-Bastoña-Lieja Femenina 2018
La 2.ª edición del Lieja-Bastoña-Lieja Femenina se celebró el 22 de abril de 2018 sobre un recorrido de 135,5 km con inicio en la ciudad de Bastoña y final en la ciudad de Ans en Bélgica.
La carrera hizo parte del UCI WorldTour Femenino 2018 como competencia de categoría 1.WWT del calendario ciclístico de máximo nivel mundial siendo la novena carrera de dicho circuito y fue ganada en segunda ocasión por la ciclista neerlandesa Anna van der Breggen del equipo Boels Dolmans. El podio lo completaron la ciclista australiana Amanda Spratt del equipo Mitchelton Scott y la ciclista neerlandesa Annemiek van Vleuten del equipo Mitchelton Scott.

## Equipos
Tomaron parte en la carrera un total de 23 equipos invitados por la organización, todos ellos de categoría UCI Team Femenino, quienes conformaron un pelotón de 130 ciclistas de los cuales terminaron 85.
| Equipos femeninos (23)- Alé Cipollini - Astana Women's - Bepink - Boels Dolmans - BTC City Ljubljana - Canyon-SRAM Racing - Cervélo Bigla - Cylance - Doltcini-Van Eyck Sport - Experza-Footlogix - FDJ-Nouvelle Aquitaine-Futuroscope - Health Mate-Cyclelive Team - Hitec Products-Birk Sport - Lotto Soudal Ladies - Mitchelton-Scott - Movistar Team - Sunweb - Tibco-Silicon Valley Bank - Trek-Drops - Valcar PBM - Virtu - WaowDeals - Wiggle High5 |
| |

## Clasificaciones finales
Las clasificaciones finalizaron de la siguiente forma:

### Clasificación general
| \| Clasificación general \| Clasificación general \| Clasificación general \| Clasificación general \| Clasificación general \| \| Ciclista \| Ciclista \| Equipo \| Tiempo \| \| \| --------------------- \| ---------------------- \| ---------------------------------- \| --------------------- \| --------------------- \| \| 1.ª \| Anna van der Breggen \| Boels Dolmans \| 3 h 34 min 23 s \| \| \| 2.ª \| Amanda Spratt \| Mitchelton-Scott \| + 6 s \| \| \| 3.ª \| Annemiek van Vleuten \| Mitchelton-Scott \| + 58 s \| \| \| 4.ª \| Ashleigh Moolman-Pasio \| Cervélo Bigla \| + 1 min 00 s \| \| \| 5.ª \| Ellen van Dijk \| Sunweb \| + 1 min 13 s \| \| \| 6.ª \| Sabrina Stultiens \| WaowDeals \| + 1 min 13 s \| \| \| 7.ª \| Pauline Ferrand-Prévot \| Canyon-SRAM Racing \| + 1 min 13 s \| \| \| 8.ª \| Megan Guarnier \| Boels Dolmans \| + 1 min 13 s \| \| \| 9.ª \| Shara Gillow \| FDJ-Nouvelle Aquitaine-Futuroscope \| + 1 min 13 s \| \| \| 10.ª \| Rossella Ratto \| Cylance \| + 1 min 13 s \| \| |                        |                                    |                 |
| |                        |                                    |                 |
| Fuente: ProCyclingStats |                        |                                    |                 |
| Clasificación general |                        |                                    |                 |
| Ciclista | Ciclista               | Equipo                             | Tiempo          |
| 1.ª | Anna van der Breggen   | Boels Dolmans                      | 3 h 34 min 23 s |
| 2.ª | Amanda Spratt          | Mitchelton-Scott                   | + 6 s           |
| 3.ª | Annemiek van Vleuten   | Mitchelton-Scott                   | + 58 s          |
| 4.ª | Ashleigh Moolman-Pasio | Cervélo Bigla                      | + 1 min 00 s    |
| 5.ª | Ellen van Dijk         | Sunweb                             | + 1 min 13 s    |
| 6.ª | Sabrina Stultiens      | WaowDeals                          | + 1 min 13 s    |
| 7.ª | Pauline Ferrand-Prévot | Canyon-SRAM Racing                 | + 1 min 13 s    |
| 8.ª | Megan Guarnier         | Boels Dolmans                      | + 1 min 13 s    |
| 9.ª | Shara Gillow           | FDJ-Nouvelle Aquitaine-Futuroscope | + 1 min 13 s    |
| 10.ª | Rossella Ratto         | Cylance                            | + 1 min 13 s    |

## UCI WorldTour Femenino
La Lieja-Bastoña-Lieja Femenina otorga puntos para el UCI WorldTour Femenino 2018 y el UCI World Ranking Femenino, incluyendo a todas las corredoras de los equipos en las categorías UCI Team Femenino. Las siguientes tablas muestran el baremo de puntuación y las 10 corredoras que obtuvieron más puntos:
| Posición   | 1.ª | 2.ª | 3.ª | 4.ª | 5.ª | 6.ª | 7.ª | 8.ª | 9.ª | 10.ª | 11.ª | 12.ª | 13.ª | 14.ª | 15.ª | 16.ª-30.ª | 31.ª-40.ª |
| Puntuación | 200 | 150 | 125 | 100 | 85  | 70  | 60  | 50  | 40  | 35   | 30   | 25   | 20   | 15   | 10   | 5         | 3         |

| Clasificación |                        |                                    |        |
| Posición      | Ciclista               | Equipo                             | Puntos |
| ------------- | ---------------------- | ---------------------------------- | ------ |
| 1.ª           | Anna van der Breggen   | Boels-Dolmans                      | 200    |
| 2.ª           | Amanda Spratt          | Mitchelton-Scott                   | 150    |
| 3.ª           | Annemiek van Vleuten   | Mitchelton-Scott                   | 125    |
| 4.ª           | Ashleigh Moolman       | Cervélo-Bigla                      | 100    |
| 5.ª           | Ellen van Dijk         | Sunweb                             | 85     |
| 6.ª           | Sabrina Stultiens      | WaowDeals                          | 70     |
| 7.ª           | Pauline Ferrand-Prévot | Canyon SRAM Racing                 | 60     |
| 8.ª           | Megan Guarnier         | Boels-Dolmans                      | 50     |
| 9.ª           | Shara Gillow           | FDJ Nouvelle Aquitaine Futuroscope | 40     |
| 10.ª          | Rossella Ratto         | Cylance                            | 35     |